# Dischidia reniformis
Dischidia reniformis är en oleanderväxtart som beskrevs av Rudolf Schlechter. Dischidia reniformis ingår i släktet Dischidia och familjen oleanderväxter. Inga underarter finns listade i Catalogue of Life.